# 1923 a sportban
1923 főbb sporteseményei a következők voltak:
- május 23. – június 10. – Giro d’Italia
- július 24. – július 22. – Tour de France
- Az MTK nyeri az NB1-et. Ez a klub 11. bajnoki címe.

## Születések
- ? – Pataki István, labdarúgó († ?)
- január 11. – Paavo Lonkila, olimpiai aranyérmes finn sífutó († 2017)
- január 23. – Szo Junbok, dél-koreai atléta, hosszútávfutó († 2017)
- január 21. – Pahiño, spanyol labdarúgó († 2012)
- február 2. – Red Schoendienst, World Series-győztes amerikai baseballjátékos, edző, mendezser († 2018)
- február 3. – Rajkai László, magyar válogatott jégkorongozó, szövetségi kapitány, mesteredző († 2010)
- február 6. – Lóránt Gyula, labdarúgó, az Aranycsapat keménységéről ismert középhátvédje, labdarúgóedző († 1981)
- február 27. – Fekete József, olimpiai bronzérmes magyar tornász, edző († 1987)
- március 2. – Pásztor György, jégkorongozó, sportvezető, a Nemzetközi Jégkorongszövetség Hall Of Fame-jének tagja
- március 7. – Vladimír Zábrodský, olimpiai ezüstérmes, világbajnok cseh jégkorongozó, teniszező, edző († 2020)
- március 19. – Bobby Brown, skót válogatott labdarúgó, kapus, edző, Scottish Football Hall of Fame-tag († 2020)
- március 21. – Jim Hughes, World Series bajnok amerikai baseballjátékos († 2001)
- március 24. – Wim van der Voort, olimpiai ezüstérmes holland gyorskorcsolyázó († 2016)
- április 1. – Karl Keller, svájci nemzetközi labdarúgó-játékvezető
- április 13. – Egri Gyula, a Magyar Olimpiai Bizottság elnöke († 1972)
- április 17. – Étienne Bally, Európa-bajnok francia atléta, rövidtávfutó († 2018)
- április 18. – Sidó Ferenc, kilencszeres világbajnok asztaliteniszező († 1998)
- április 27. – Charles Casali, svájci válogatott labdarúgó, fedezet, edző († 2014)
- május 30. – Jeney László, olimpiai bajnok vízilabdázó († 2006)
- június 19. – Bánhalmi Ferenc, atléta, rövidtávfutó, sportvezető († 1983)
- július 1. – Pajor Kornél, világbajnok magyar gyorskorcsolyázó
- július 11.
  - Ron Hines, ausztrál ausztrálfutball-játékos († 2019)
  - Ray Lumpp, olimpiai bajnok amerikai kosárlabdázó († 2015)
- július 22. – Netty Witziers-Timmer, olimpiai bajnok holland atléta († 2005)
- szeptember 1. – Rocky Marciano, nehézsúlyú ökölvívó-világbajnok († 1969)
- szeptember 3. – Herbert Binkert, Saar-vidéki válogatott német labdarúgó, csatár, edző († 2020)
- szeptember 24. – Kenny Rollins, olimpiai bajnok amerikai kosárlabdázó († 2012)
- október 1. – Václav Ježek, Európa-bajnok csehszlovák labdarúgóedző († 1995)
- október 3. – Roy Lester, amerikai egyetemi és középiskolai amerikaifutball-edző († 2020)
- október 25. – Russ Meyer, World Series bajnok amerikai baseballjátékos († 1997)
- október 29. – Gerda van der Kade-Koudijs, olimpiai bajnok holland atléta († 2015)
- december 9. – Onofre Marimón, argentin autóversenyző, Formula–1-es pilóta volt († 1954)
- december 13. – Jacques Renaud, francia országúti-kerékpáros († 2020)

## Halálozások
| Halálozás      | Név               | Nemzetiség, sportág, eredmények                                         | Születés |
| -------------- | ----------------- | ----------------------------------------------------------------------- | -------- |
| január 1.      | Willie Keeler     | amerikai baseballjátékos, National Baseball Hall of Fame and Museum tag | 1872     |
| április 20.    | Jack Lynch        | amerikai baseballjátékos                                                | 1857     |
| május 23.      | Willard Mains     | amerikai baseballjátékos                                                | 1868     |
| június 11.     | George Hall       | amerikai baseballjátékos                                                | 1849     |
| június 12.     | Cliff Carroll     | amerikai baseballjátékos                                                | 1859     |
| szeptember 4.  | Howdy Wilcox      | Indianapolisi 500-győztes amerikai autóversenyző                        | 1889     |
| szeptember 5.  | Dots Miller       | World Series bajnok amerikai baseballjátékos                            | 1886     |
| szeptember 18. | General Stafford  | amerikai baseballjátékos                                                | 1868     |
| október 21.    | Biff Sheehan      | amerikai baseballjátékos                                                | 1868     |
| október 22.    | Warren McLaughlin | amerikai baseballjátékos                                                | 1876     |